# Arnold Pannartz
Arnold Pannartz (Praga, ... – Roma, prima del 17 aprile 1476) è stato un monaco cristiano e tipografo ceco; insieme a Conrad Sweynheym introdusse per primo in Italia la tecnica della stampa a caratteri mobili.

## Biografia
Chierico dell'arcidiocesi di Colonia, Pannartz giunse in Italia assieme a Conrad Sweynheym (chierico della diocesi di Magonza) per distribuire e vendere i libri stampati in Germania da Johann Fust e Peter Schöffer. Nel 1464 i due monaci furono accolti nel monastero benedettino di Santa Scolastica a Subiaco, abitato all'epoca in stragrande maggioranza da monaci di lingua tedesca o fiamminga. Pannartz aveva preso la tonsura, quindi poteva risiedere in un monastero: insieme con Sweynheym vi impiantò la prima officina tipografica sul suolo italiano.

I tipi di carattere utilizzati da Conrad Sweynheym e Arnold Pannartz a Subiaco (1465-1467).

A Subiaco vennero impressi quattro incunaboli, che sono considerati i primi incunaboli italiani  (vedi Infra). La vicinanza di Subiaco a Roma ebbe un ruolo considerevole, perché l'Urbe fu il vero mercato cui destinare i libri prodotti. È probabile che i due tipografi avessero alle loro dipendenze diversi collaboratori, che si resero poco a poco indipendenti e iniziarono a stampare per proprio conto: Sixtus Riessinger, Georg Sachsel e Adam Rot.
Nell'estate/autunno del 1467 i due monaci si trasferirono a Roma, ospiti dei fratelli Francesco e Pietro Massimo. Esponenti della famiglia di mercanti e banchieri più importante della città, i due fratelli Massimo erano impegnati anche nel commercio di piombo, stagno, antimonio e carta, tutti materiali necessari per l'arte tipografica. In una delle loro case, situata nelle immediate vicinanze di Campo de' Fiori (oggi Palazzo Massimo istoriato), Sweynheym e Pannartz impiantarono un'officina tipografica che rimase attiva fino al 1475. I libri impressi a Roma mostrano una solida continuità con le scelte editoriali di Subiaco: furono replicati i titoli sublacensi e altri testi classici. Il curatore delle edizioni realizzate a Roma fu l'umanista Giovanni Andrea Bussi, bibliotecario pontificio. La collaborazione durò dal 1468 al 1472. Dal 1472 Bussi si concentrò sul suo incarico di bibliotecario vaticano. Pannartz e Sweynheym lo sostituirono con Niccolò Perotti. La collaborazione, avviata alla fine del 1472, si interruppe però nella primavera dell'anno seguente.
Nello stesso 1473 la società con Sweynheym si sciolse. L’ultima edizione firmata congiuntamente dai due tipografi fu il Plinio il Vecchio, recante la data del 7 maggio 1473. Pannartz continuò l'attività nel locale dei Massimo. Il 28 marzo 1476 comparve per l'ultima volta il suo nome nel colophon di un incunabolo. La sua ultima edizione furono le Epistolae di San Girolamo, terminata nel 1479 da Georg Lauer per la morte del Pannartz a causa dell'epidemia di peste scoppiata a Roma nel gennaio del 1476.

## Principali opere stampate

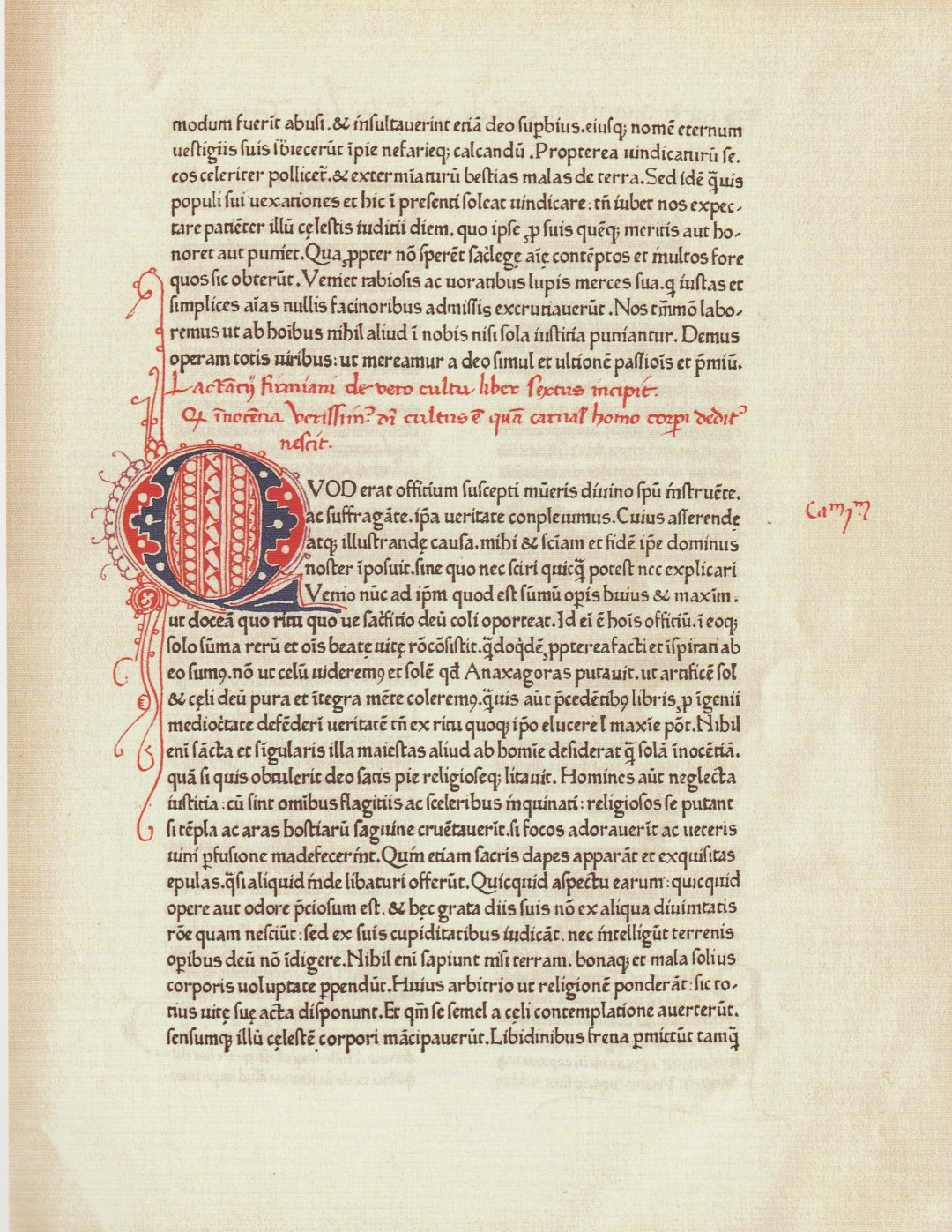
Una pagina del «Lattanzio» di Subiaco, stampato da Conrad Sweynheym e Arnold Pannartz nel 1465.

### Con Conrad Sweynheym
A Subiaco (1464-1467)
1. Donatus pro puerulis (o Ars minor) (grammatica latina per bambini di Elio Donato) in 300 esemplari, di cui tuttavia non si conserva alcuna copia;
2. De oratore di Cicerone (275 copie);
3. De divinis institutionibus adversus gentes di Lattanzio del 29 ottobre 1465; (275 copie), il più antico libro stampato in Italia che riporta la data di edizione;
4. De Civitate Dei di Agostino d'Ippona, datato 12 giugno 1467 (275 copie)[6]

A Roma (1467-1473)
- Epistulae ad familiares di Cicerone (settembre/novembre 1467);
- Riproduzione di opere già impresse a Subiaco;
- Classici latini, tra cui le opere di Virgilio nel 1469 (editio princeps);
- Commento biblico di Niccolò di Lira (1471-72).

### In proprio
Dal 1473 alla morte: 
- Classici latini (Sallustio, Seneca, Stazio)[7];
- Rudimenta grammatices di Niccolò Perotti;
- Elegantiae linguae latinae di Lorenzo Valla.